# Louis-Gustave Doulcet de Pontécoulant
Louis-Gustave Doulcet, från 1808 greve de Pontecoulant, född 17 november 1764 i Caen, död 3 april 1853 i Paris, var en fransk greve, godsägare och politiker. Han var far till Philippe Gustave le Doulcet de Pontécoulant.
Doulcet invaldes 1791 i lagstiftande församlingen, tog aldrig säte där men invaldes åter i konventet. Han stod girondisterna nära, uteslöts efter dessas fall men efter thermidorkrisen återtog han sin plats och blev medlem i välfärdsutskottet 1795. Samma år invaldes han i de femhundrades råd och spelade en betydande roll som en av den för rojalism misstänkta högerns ledare. Doulcet drog sig senare tillbaka från politiken. Han användes efter Brumairekuppen som diplomat och ämbetsman och hade från 1802 säte i senaten. År 1814 och från 1815 var han medlem av pärernas kammare och tillhörde där såväl under restaurationen som julimonarkin det moderata partiet.